# Neoptolemos (władca)

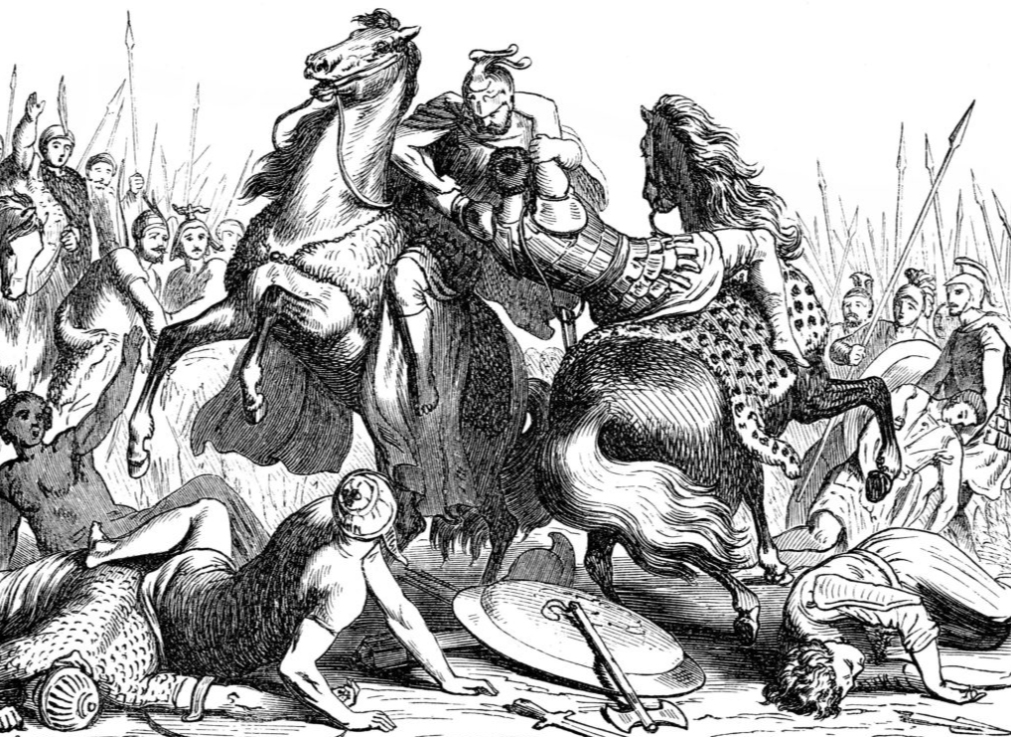
Bitwa Eumenesa z Cardia przeciwko Neoptolemosowi, Wojny Diadochów

Neoptolemos (gr. Νεoπτόλεμος, zm. 321 p.n.e.) – macedoński generał w służbie Aleksandra Wielkiego. W latach 323–321 p.n.e. namiestnik Armenii w okresie panowania Orontydów.
Według relacji Arriana, Neoptolemos był spokrewniony z królami Epiru. W 332 r. p.n.e. odznaczył się męstwem w czasie oblężenia Gazy, wchodząc na jej mury jako pierwszy. W późniejszych kampaniach Aleksandra Wielkiego musiał się też odznaczyć odwagą, skoro otrzymał namiestnictwo Armenii w 323 r. p.n.e.Po śmierci zdobywcy, regent Perdikkas chcący zachować jedność imperium Macedończyka nakazał Eumenesowi uwięzienie Neoptolemosa. Obawy regenta nie były bezpodstawne, ponieważ zarządca Armenii szybko nawiązał kontakt z jego wrogami Antypatrem i Kraterosem. Eumenes wyruszył przeciwko Neoptolemosowi, którego pokonał, zmuszając jego armię do przysięgi na wierność Perdikkasowi.Namiestnik Armenii udał się z garstką kawalerii do Kraterosa, skutecznie nakłaniając go do wystąpienia przeciwko Eumenesowi.Bitwa do której doszło zakończyła się dla Neoptolemosa klęską i śmiercią na polu boju.